# Романов (Дубовский район)
Рома́нов — хутор в Дубовском районе Ростовской области. 
Административный центр Романовского сельского поселения.

## Население
| 1926 | 2002 |
| ---- | ---- |
| 251  | 566  |

| 1989 | 2002 | 2010 |
| ---- | ---- | ---- |
| 597  | ↘568 | ↘545 |

## Улицы
| - пер. 40-летия Победы, - ул. Гашунская, - ул. Имени 26 съезда КПСС, - пер. Луговой, | - ул. Молодёжная, - ул. Садовая, - пер. Центральный, - пер. Школьный. |